# Дітмар Лоренц
Дітмар Лоренц (нім. Dietmar Lorenz; 23 вересня 1950 — 8 вересня 2021) — німецький дзюдоїст, олімпійський чемпіон та бронзовий призер Олімпійських ігор 1980 року, триразовий чемпіон Європи, призер чемпіонатів світу та Європи.

## Виступи на Олімпіадах
| Олімпіада     | Дисципліна    | Місце |
| ------------- | ------------- | ----- |
| Монреаль 1976 | до 95 кг      | 5     |
| Монреаль 1976 | відкрита вага | 16    |
| Москва 1980   | до 95 кг      | 3     |
| Москва 1980   | відкрита вага | 1     |